# Acosmeryx sericeus
Acosmeryx sericeus là một loài bướm đêm thuộc họ Sphingidae. Nó được miêu tả bởi Walker năm 1856, và được tìm thấy ở Nepal, đông bắc Ấn Độ, Bangladesh, Thái Lan, miền nam Trung Quốc, Việt Nam và bán đảo Mã Lai.
Sải cánh dài 96–106 mm. Ở Hồng Kông, con trưởng thành bay từ tháng 3 đến tháng 12, đỉnh điểm từ thành 6 đến tháng 9. Có nhiều lứa một năm.

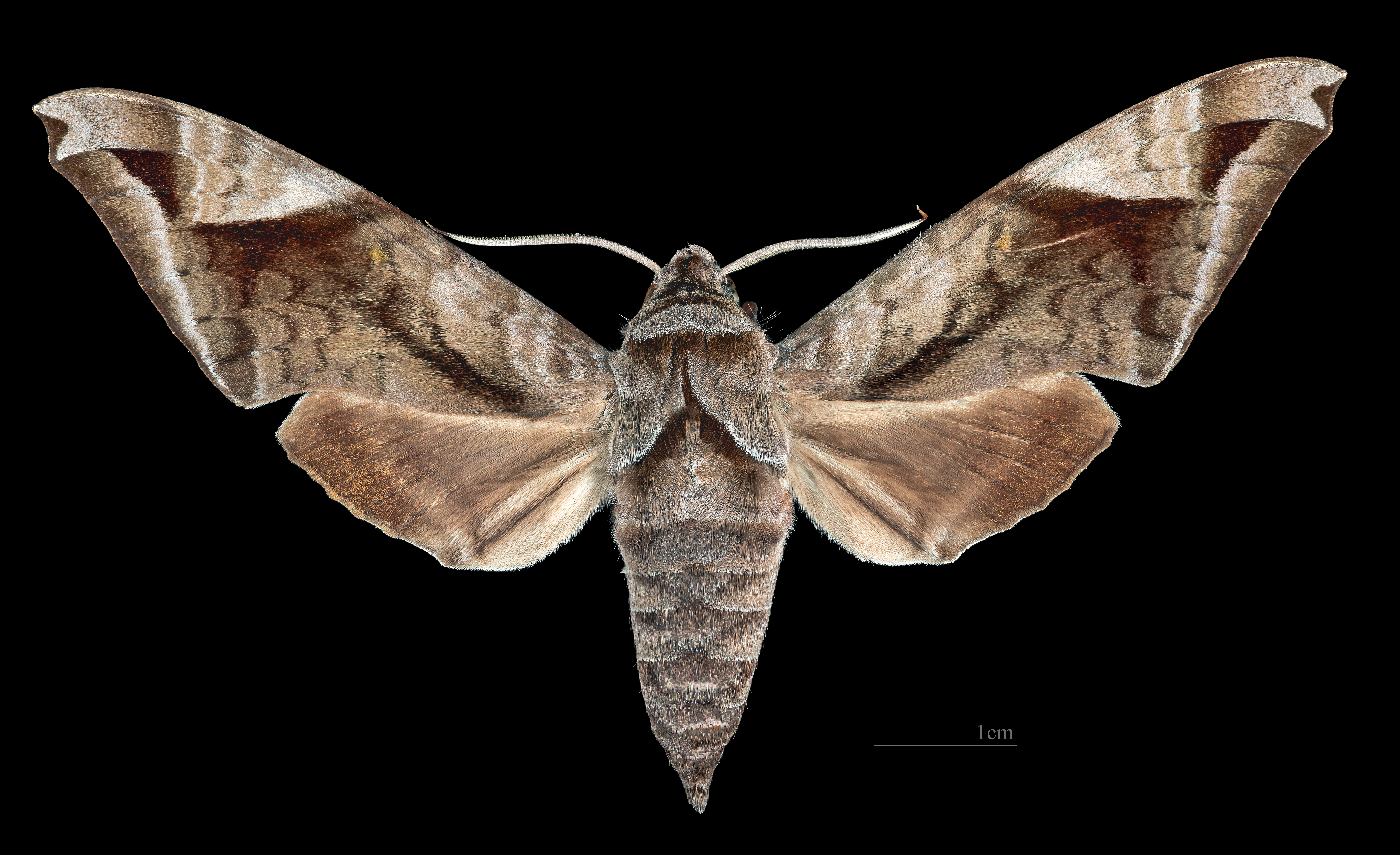
Acosmeryx sericeus ♂
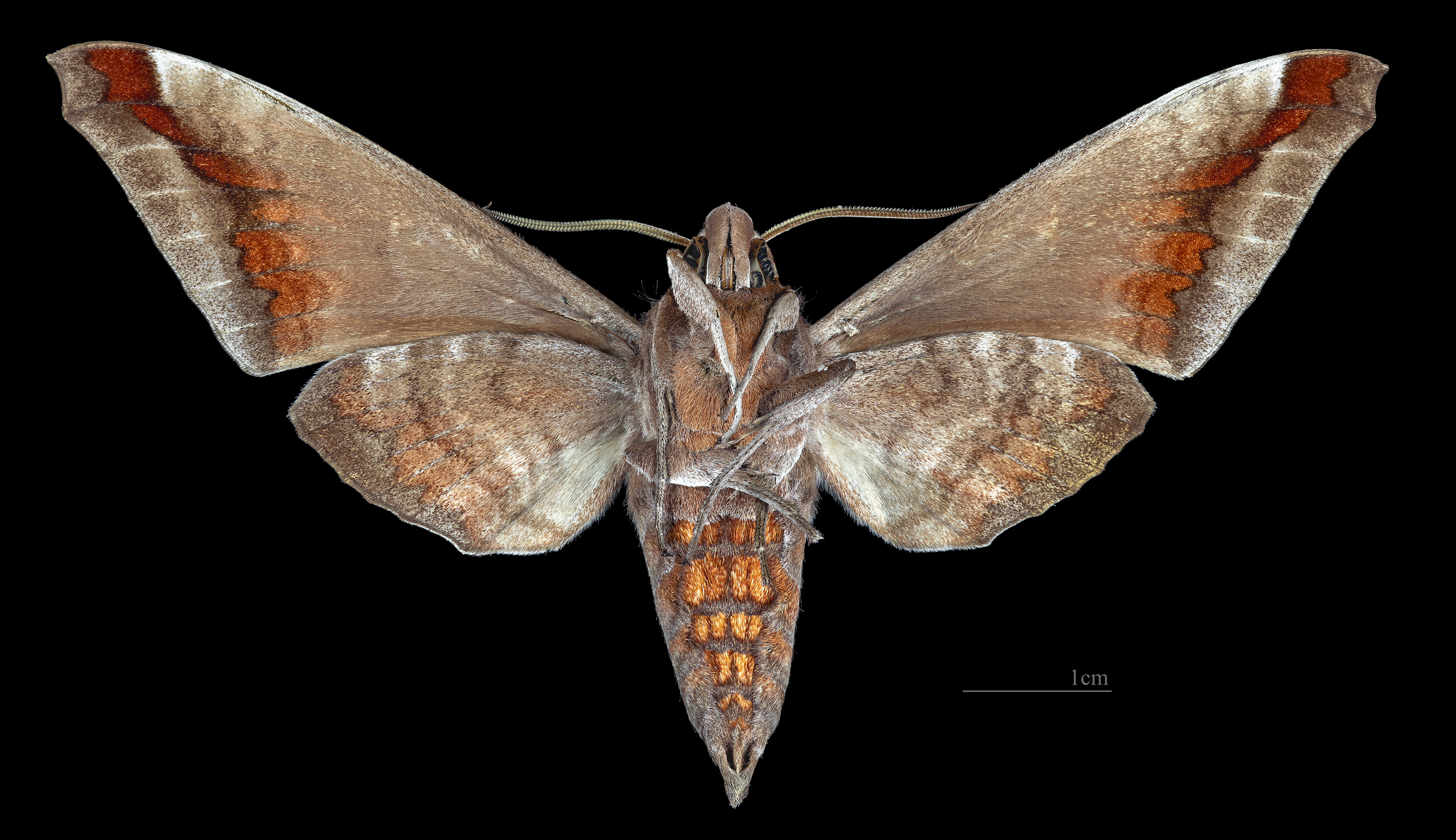
Acosmeryx sericeus ♂   △
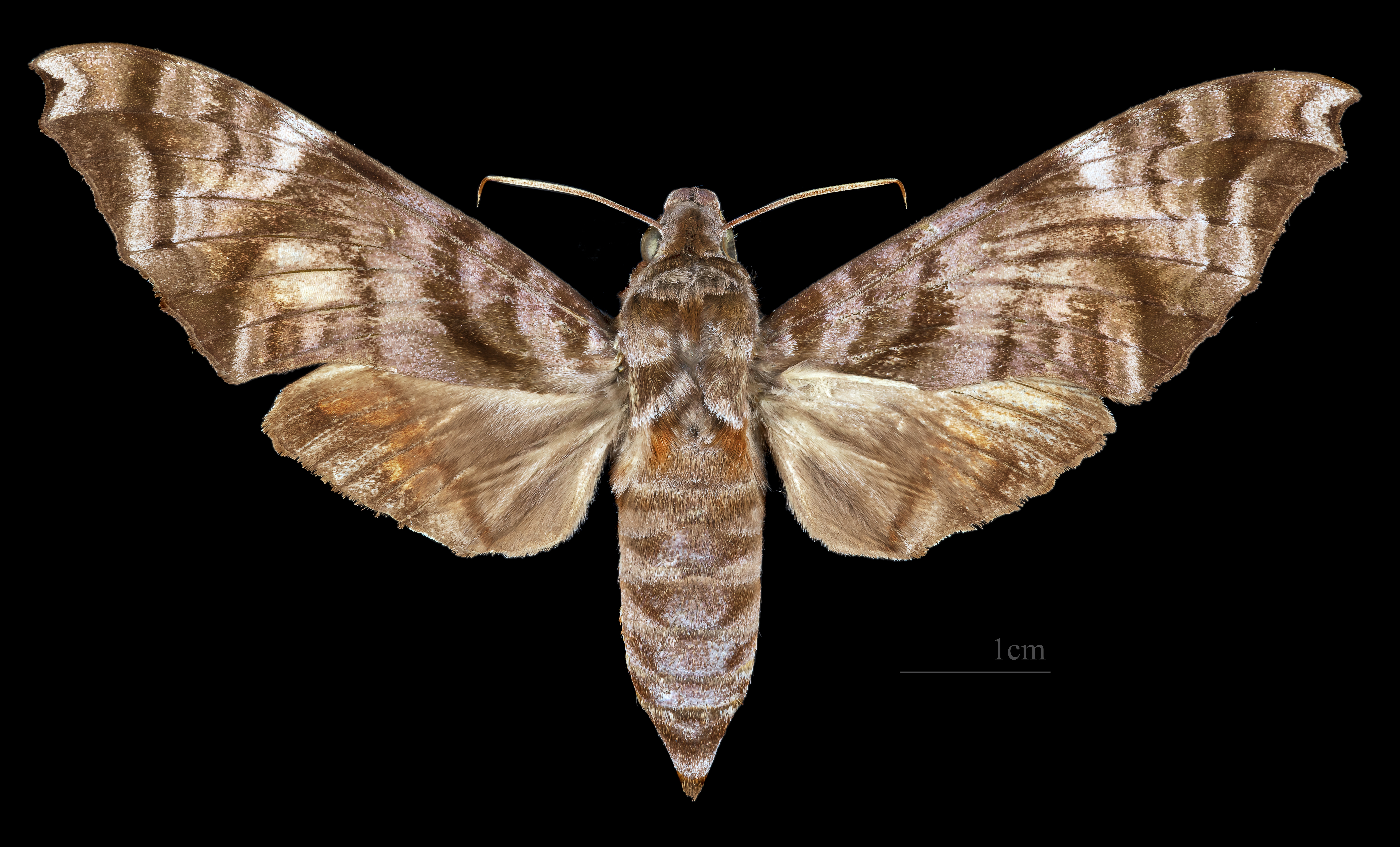
Acosmeryx sericeus   ♀
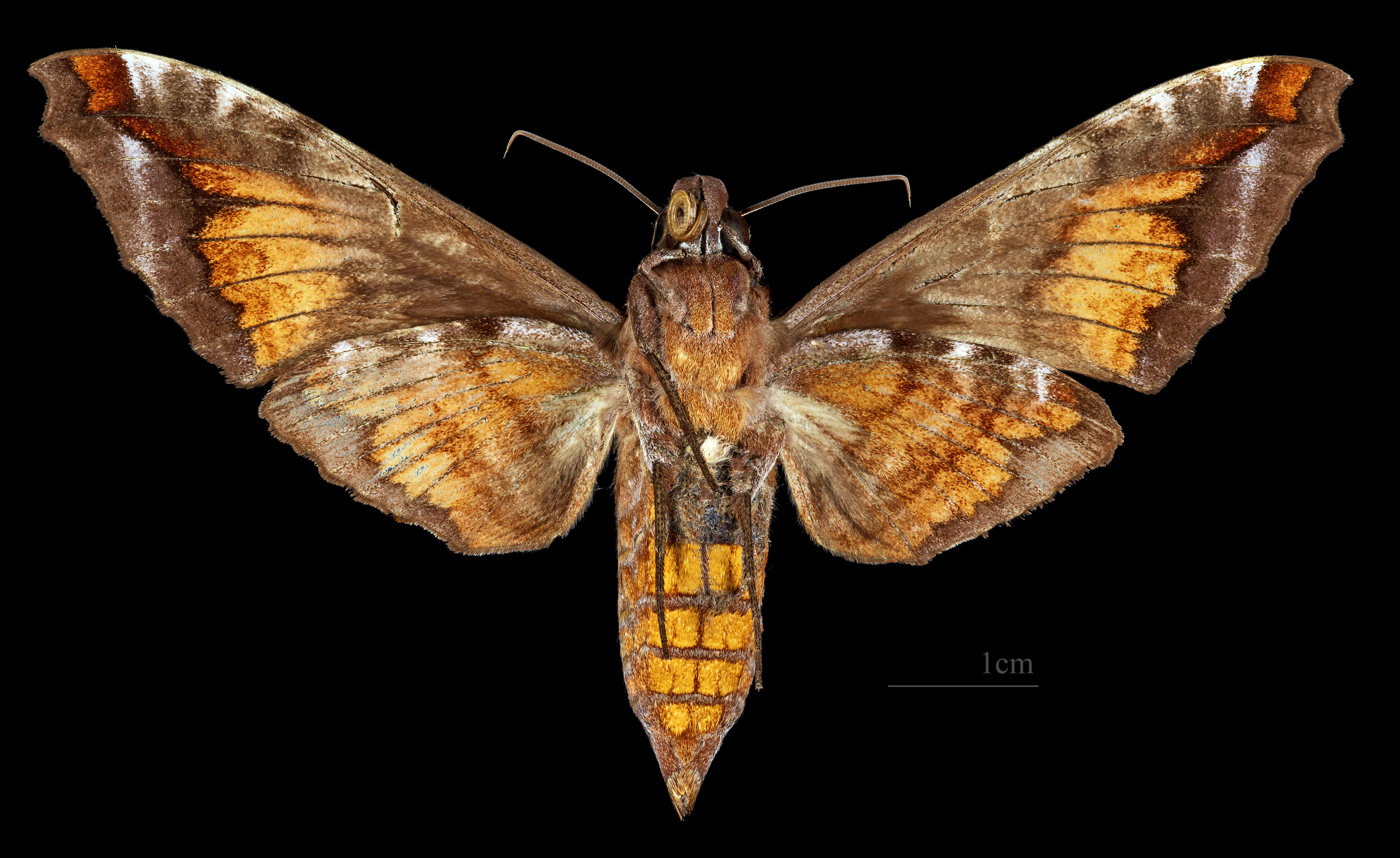
Acosmeryx sericeus ♀ △